# رواد بن مثنى
روّاد بن المثنّى الأزدي  كان قائدًا عسكريًا عربيًا وحاكمًا في القرن 8 خلال الدولة العباسية. عُرف بدوره في فتح وإدارة منطقة أذربيجان الإيرانية.

## السيرة
في بداية العصر العباسي، كان روّاد بن المثنّى يملك إقطاعًا يضم مدينة تبريز. ويُعتقد أنه عاش في عهد الخليفة العباسي أبو جعفر المنصور (754–775م). وخلال تلك الفترة، قام يزيد بن حاتم المهلبي، والي أذربيجان العباسي، بنقل جماعات من اليمنيين من محافظة البصرة إلى أذربيجان. من بين هؤلاء استقر روّاد قرب تبريز وسيطر على أراضٍ امتدت حتى بلدة «باد» (المعروفة اليوم باسم جبل قوت داغ شمال شرقي أهر).
ينسب كل من البلاذري وابن الفقيه إلى روّاد وابنه وجنة أعمال البناء في تبريز، بما في ذلك تحصيناتها. كما يذكر الخطاط العباسي في القرن الثالث عشر ياقوت المستعصمي جهود البناء في تبريز، لكنه يربط خطأً بينها وبين عهد جعفر المتوكل على الله، وربما كان ذلك بسبب أن بعض مباني المدينة أُنشئت أيضًا في زمن ذلك الخليفة.

## الإرث
يُعدّ روّاد بن المثنّى الأزدي الجد المؤسس للسلالة الروادية. وبعد سيطرته على إقطاع يشمل تبريز في بداية العصر العباسي، أسس نفوذًا قويًا في المنطقة.